# Kommuner i autonoma regionen València

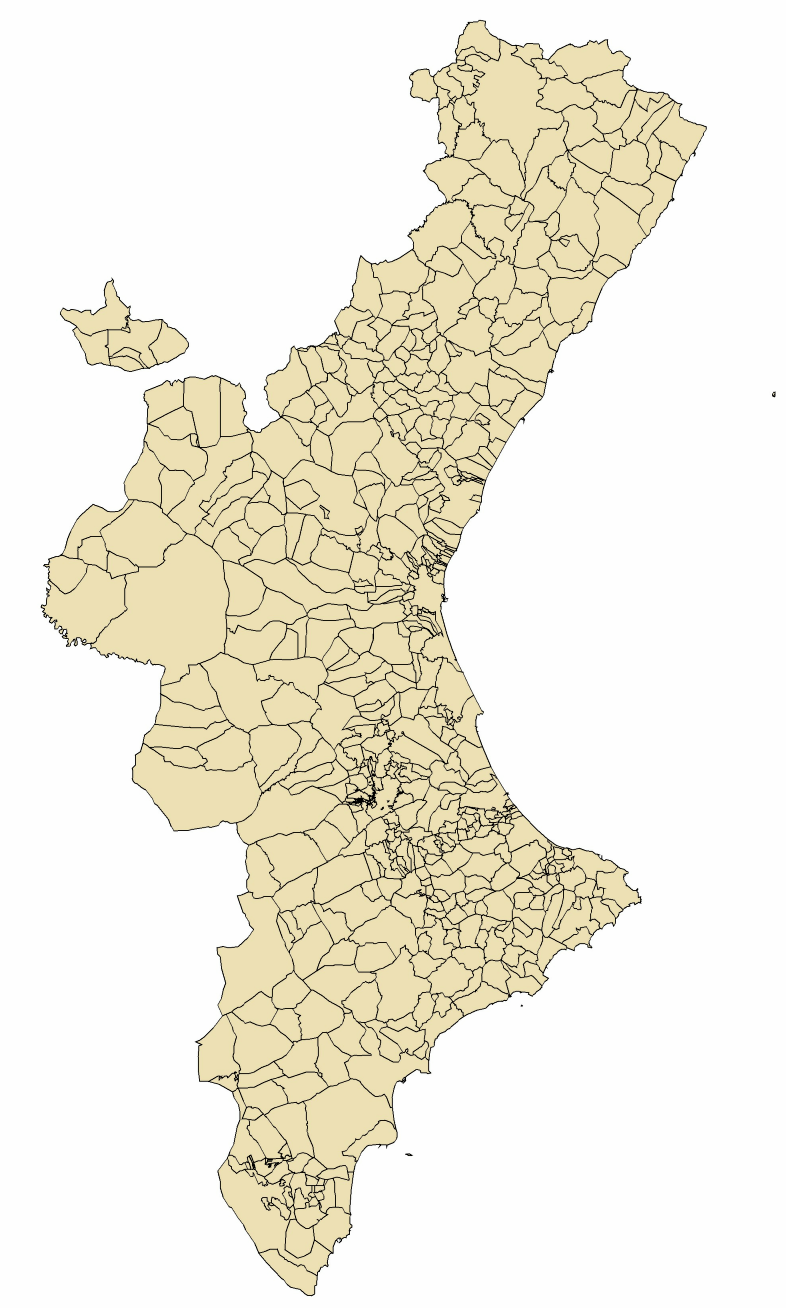
Karta över kommuner i Comunidad Valenciana (2003).

Kommunerna i autonoma regionen Valencia utgör 542 municipios. Ytan uppgår totalt till 23255 km2 och antalet invånare till 5.113.815 personer. Kommunerna är fördelade på provinserna Castellón, Valencia och Alicante, enligt följande.
| Kommuner i Comunidad Valenciana |       |                             |          |                      |
| Provins                         | Antal | Befolkning, inv. (INE 2013) | Yta, km² | Bef. täthet, inv/km² |
| Castellón                       | 135   | 601.699                     | 6.632    | 90,73                |
| Valencia                        | 266   | 2.566.474                   | 10.763   | 238,45               |
| Alicante                        | 141   | 1.945.642                   | 5.816    | 334,53               |
| Total                           | 542   | 5.113.815                   | 23.255   | 219,90               |